# Смеул (міноносець)
SM Tb83F, SM Tb 83, «Смеул» (рум. Smeul), «Торос» — міноносець типу Tb 82F, що знаходився на озброєнні флотів Австро-Угорщини, Румунії та СРСР.

## Історія
Судно закладене 17 листопада 1913 року на верфі «Ganz & Co Danubius» (Порто-Ре) під стапельним номером 52. Спущене на воду 7 листопада 1914 року, 21 липня 1915 року прийнято до складу ВМС Австро-Угорщини. 21 травня 1917 перейменований в Tb 83.
У січні 1920 року переданий Румунії і включений до складу румунського флоту під назвою «Smeul».
У 1926—1927 роках модернізований.
Під час Другої світової війни брав участь в бойових діях проти СРСР. 29 серпня 1944 року захоплений радянськими військами в Констанці .
14 вересня 1944 року він був зарахований до складу Чорноморського флоту. Виконував функції сторожового корабля. 20 жовтня перейменований в «Торос».
12 жовтня 1945 року міноносець повернули Румунії. 6 листопада 1945 офіційно виключений з ВМФ СРСР.
У 1946 році після модернізації був включений до складу ВМС Румунії під колишньою назвою «Smeul». З 1954 року мав позначення E-1.
Виключений зі складу флоту в 1958 (1959) році. У 1960 році розібраний на брухт.